# Xi Aurigae
Xi Aurigae (30 Aurigae) é uma estrela na direção da constelação de Auriga. Possui uma ascensão reta de 05h 54m 50.79s e uma declinação de +55° 42′ 24.9″. Sua magnitude aparente é igual a 4.96. Considerando sua distância de 241 anos-luz em relação à Terra, sua magnitude absoluta é igual a 0.62. Pertence à classe espectral A2V.